# Johan Runberg
Johan Runberg, född 14 april 1731 i Vadstena församling, Östergötlands län, död 16 februari 1793 i Ulrika församling, Östergötlands län, var en svensk präst.

## Biografi
Johan Runberg föddes 1731 i Vadstena församling. Han var son till kyrkoherden Isak Runberg och Anna Magdalena Wallin i Torpa församling. Runberg blev 1751 student vid Lunds universitet och prästvigdes 8 maj 1755. Han avlade filosofie magisterexamen 1768 och blev extra ordinarie bataljonspredikant vid Kronobergs regemente. Runberg blev 1779 kyrkoherde i Ulrika församling. Han avled 1793 i Ulrika församling.

## Familj
Runberg gifte sig 30 oktober 1764 med Hedvig Catharina Rauchman (1740–1808). Hon var dotter till inspektorn Erik Rauchman och Hedvig Ulrika Lidell. De fick tillsammans barnen Hedvig Magdalena Runberg (född 1765) som var gift med sekreteraren Martin Gustaf Planck på Farsbo och prosten Peter Eric Petersson i Varvs församling, Anna Ulrika Runberg (1767–1794), Eva Catharina Runberg (1768–1829) som var gift med fänriken Anders Urling, Greta Sofia Runberg (1770–1835) som var gift med mönsterskrivaren Nils Zacharias Wennerström, Lovisa Christina Runberg (född 1773) som var gift med kyrkoherden Anders Strömmersten i Ulrika församling, bergmästaren Gustaf Erik Runberg (född 1775), Susanna Maria Runberg (född 1778) som var gift med kyrkoherden Magnus Linde i Björsäters församling, slottsläkaren Isak Olof Runberg (1780–1803) på Karlstens fästning.